# Museo della montagna e del contrabbando

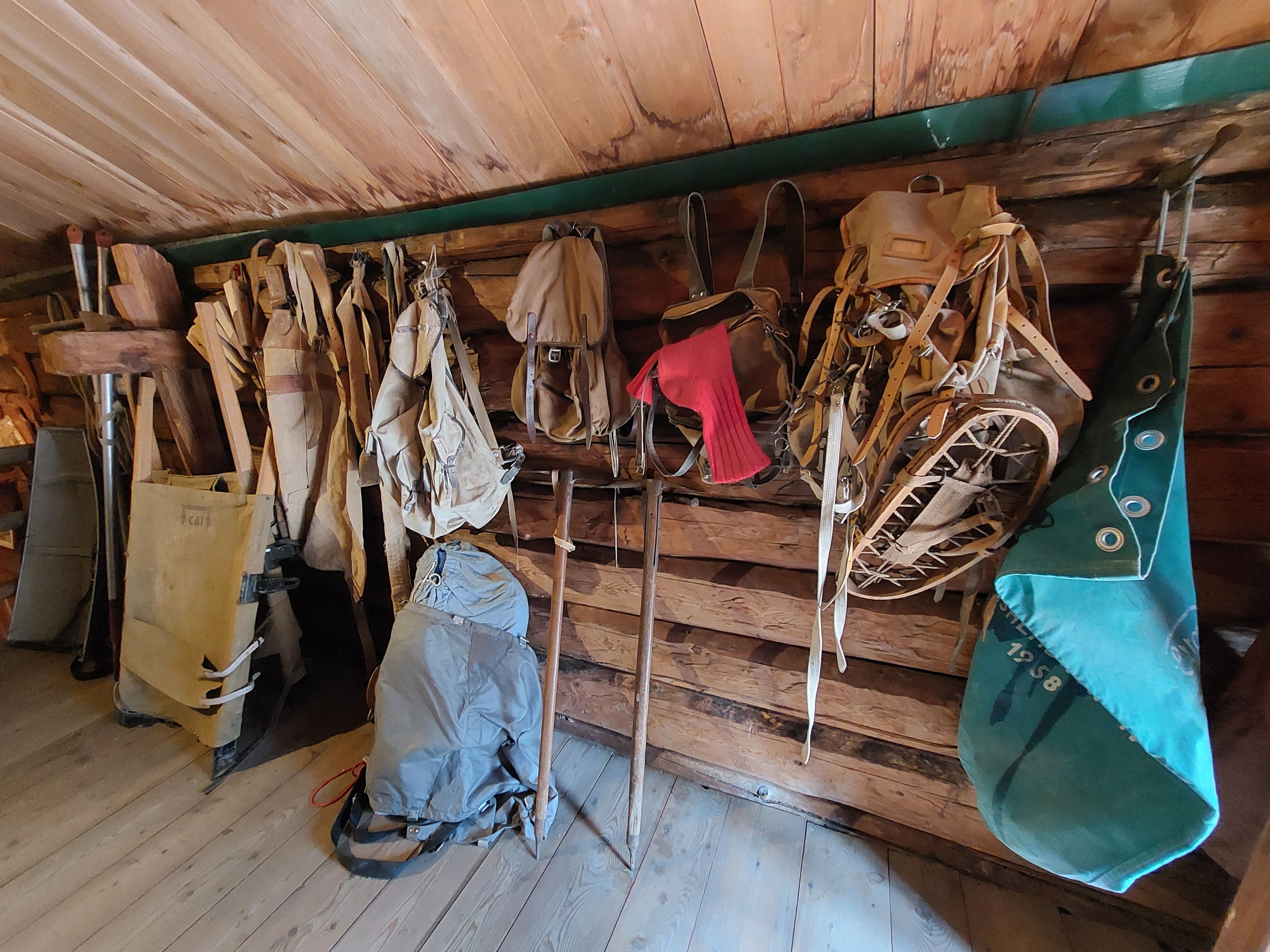
Parte della collezione di attrezzature per scalate

Il Museo della montagna e del contrabbando di Macugnaga si trova nella frazione di Staffa, al'interno di un edificio in architettura walser.
Il percorso museale si snoda attraverso i due livelli dell'edificio e comprende:
- l'esposizione del ciclo pittorico-satirico "Quota Pecetto" opera del caricaturista Aldo Mazza che realizzò le 18 tavole olio su tela durante alcune estati trascorse a Macugnaga[1]

- la collezione di stampe raffiguranti il Monte Rosa raccolte da Luigi Lazzaroni, ultimo erede della dinastia che fondò l'omonima azienda dolciaria e donate dalla famiglia nel 2013.[2]

- una collezione di riproduzioni di costumi ticipi della Valle

- una collezione di reperti della storia dell'alpinismo e della conquista della Parete est del Monte Rosa ad opera del Gruppo Guide di Macugnaga, alcuni dei reperti sono stati restituiti dal ghiacciaio nel corso degli anni

- una piccola sezione dedicata alla storia della guida alpina macugnaghese Matthias Zurbriggen, primo scalatore della vetta dell'Aconcagua[3] tra i protagonisti di spedizioni extraeuropee c'è anche Giuseppe Oberto, uno dei protagonisti della prima ascensione del Gasherbrum IV[1]

- la sezione dedicata alla storia del contrabbando con documenti e fotografie.[3]

All'esterno del museo si trova un busto in memoria del pittore Carlo Bossone originario di Savona ma che visse per molti anni in valle Anzasca.